# 大衛·考爾
大衛·考爾（David Steven Call，1982年8月14日—）是美國的一位演員。考爾出生在華盛頓州伊瑟闊，曾就讀於提施藝術學校和大西洋戲劇學校。